# Corredor Sul

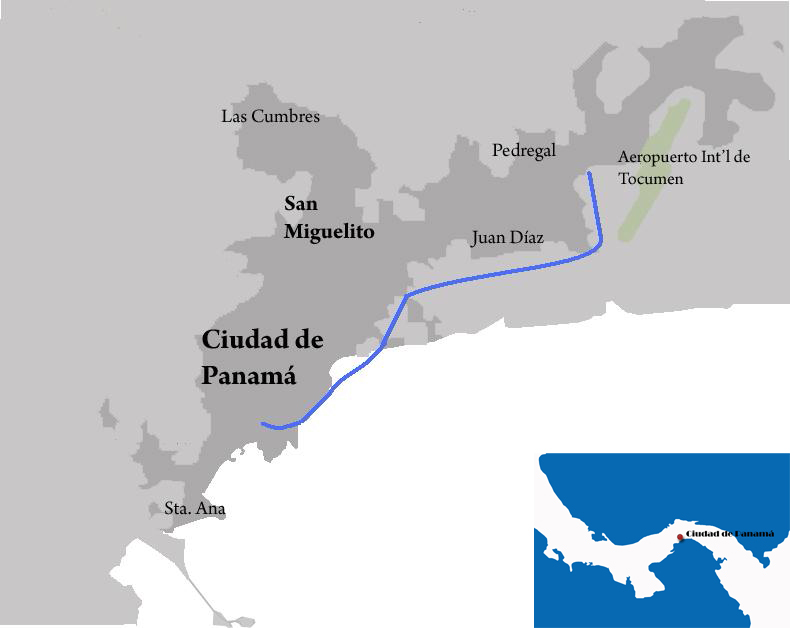
Mapa do Corredor Sul

O Corredor Sul é um viaduto que atravessa parte da baía do Panamá que se estende desde a zona de San Francisco até as imediações do Aeroporto Internacional Tocumen. Sua principal função é descongestionar o trânsito desde e para o aeroporto. Em conjunto com o corredor Norte, diminui o volume do trânsito da cidade em geral assim como constitui-se na forma mais rápida de ir e sair do centro urbano, permitindo um ganho em tempo de mais de 30 minutos em comparação com o resto da vias alternas.
A autoestrada possui 21km de extensão e quatro pistas que se estendem por terra desde o aeroporto até a Costa del Este. Se estende mediante uma ponte de pilotes até Atlapa e depois sobre um aterro atravessando a Punta Pacífica, até chegar em um túnel de conexão com a avenida Balboa. A autopista foi construída e é operada por ICA, sendo inaugurada em 2000.

## Imagens

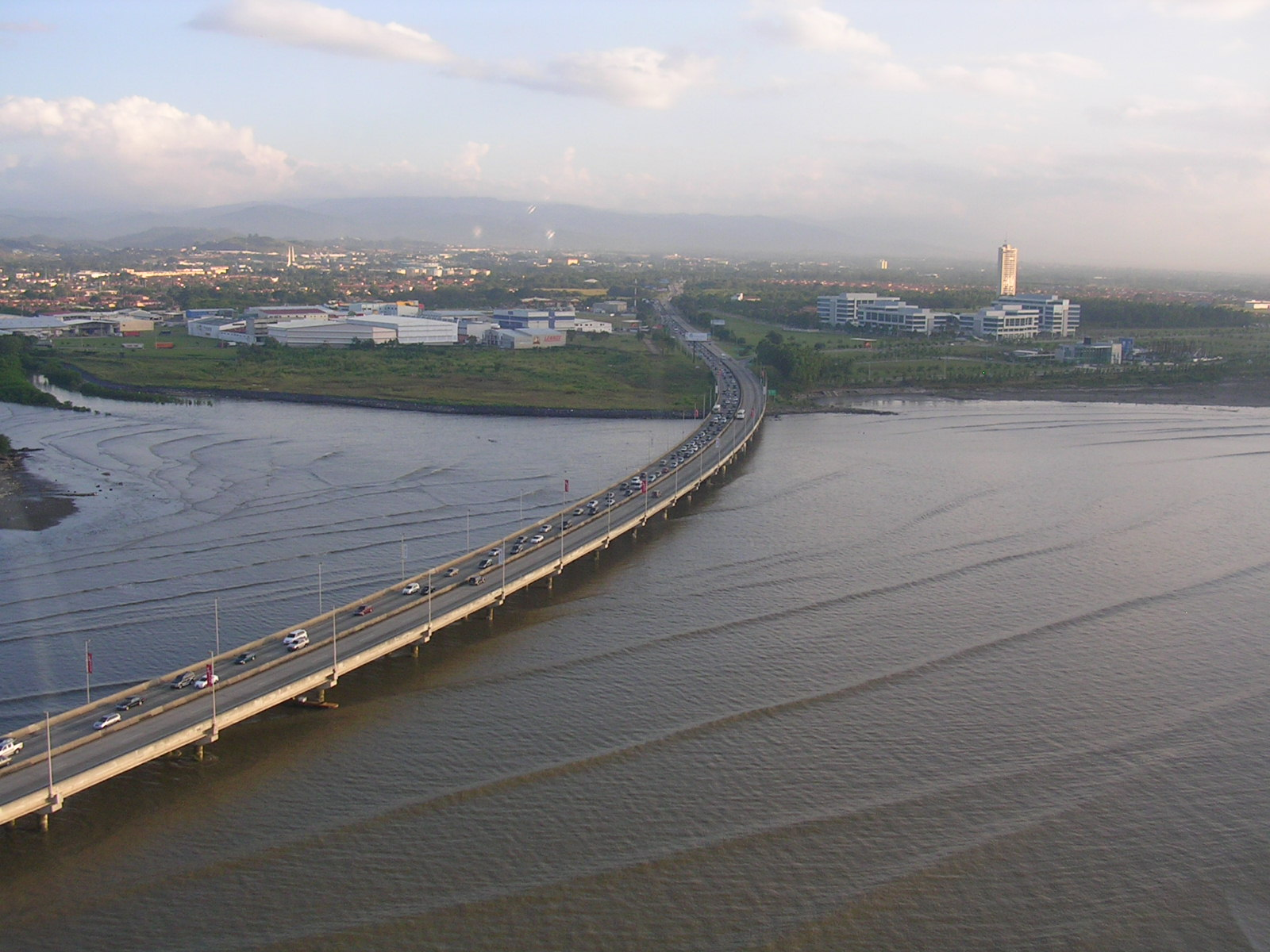
vista aérea do corredor sul sobre a Baía de Panamá.
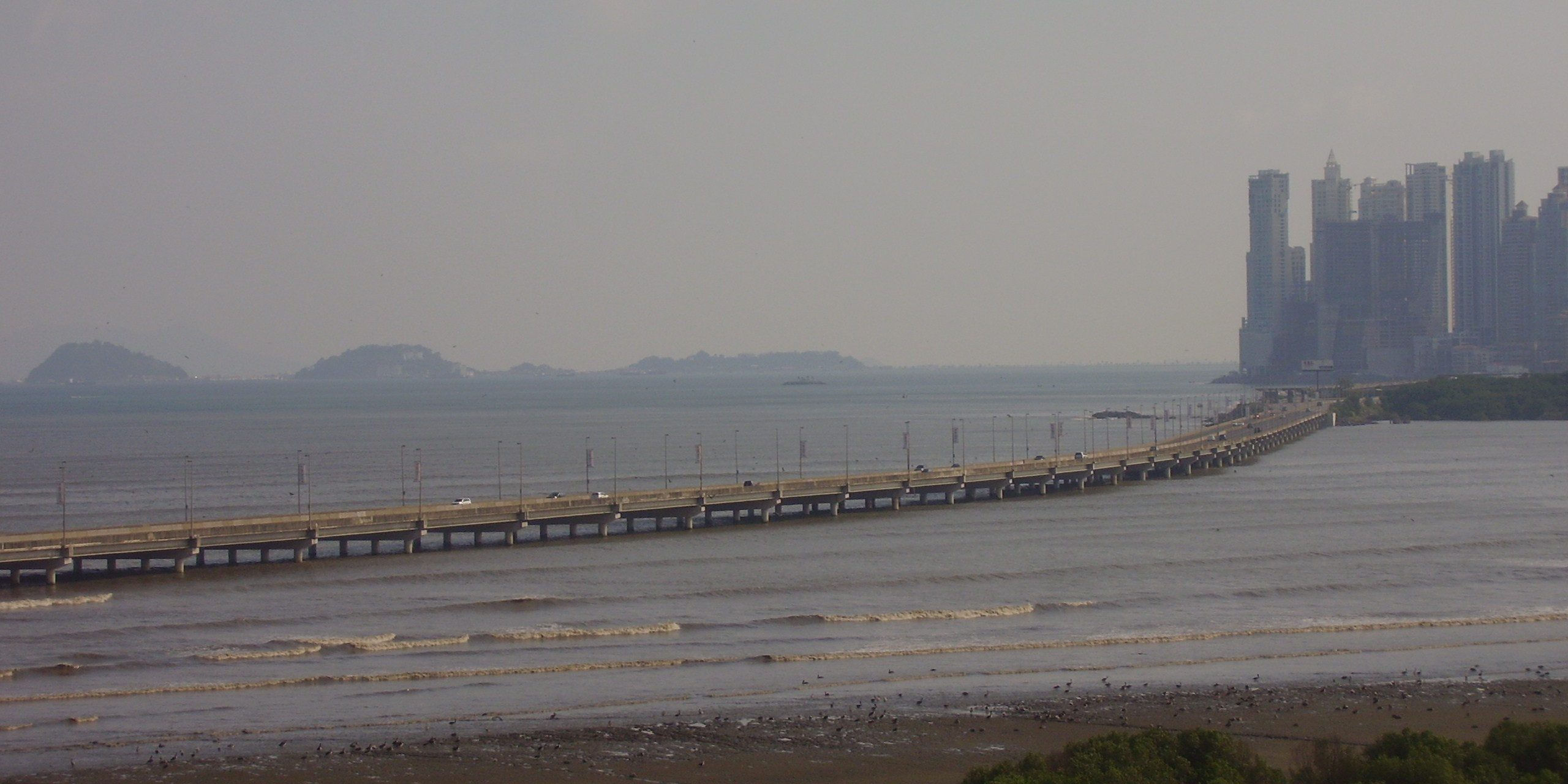
Vista do Corredor Sul desde a Torre de Panamá Velho.

### Calles e avenidas
- Avenida Balboa
- Avenida Central
- Calle 50
- Cinta Costeira
- Corredor Norte
- Via Espanha
- Via Ricardo J. Alfaro

### Localidades
- Costa del Este
- Parque Lefevre

### Edifícios
- Arranha-céus da Cidade do Panamá